# Molophilus ternatus
Molophilus ternatus là một loài ruồi trong họ Limoniidae. Chúng phân bố ở miền Australasia.